# 10 Monocerotis
10 Monocerotis är en blåvit stjärna i huvudserien i Enhörningens stjärnbild.
Stjärnan har visuell magnitud +5,04 och är synlig för blotta ögat vid normal seeing. 10 Monocerotis befinner sig på ett avstånd av ungefär 1100 ljusår.